# Министерство на строежите и строителните материали
Министерство на строежите и строителните материали е министерство в България, съществувало в периода 1957-1959 година.

## История
Създадено е на 1 февруари 1957 година с Указ № 59 чрез сливането на Министерството на строежите и част от Министерството на строителните материали и горската промишленост. Сред задачите на министерството е да произвежда и доставя висококачествени строителни материали, целулоза и хартия, както и да осъществява строителство в страната и чужбина. Под шапката на министерството се намират предприятия от дърводобива, дървообработващата, строителната промишленост. . Структурата на министерството се състои от кабинет на министъра, заместник-министри, отдели и управление за задгранично строителство. Отделно министерството има колегиум в чийто състав влизат министъра, заместник-министрите и различни ръководни работници от системата на министерството. Целта на колегиума е разглеждане на въпроси, свързани с бъдещото развитие на министерството, изпълнението на плановете и задачите му.
Закрито е на 1 април 1959 г. с Указ № 203 от 16 март 1959 година.

## Министри на строежите и строителните материали
| правителство | име              | дати                             | партия | партия |
| ------------ | ---------------- | -------------------------------- | ------ | ------ |
| 67           | Раденко Видински | 1 февруари 1957 – 15 януари 1958 | БКП    |        |
| 68           | Раденко Видински | 15 януари 1958 – 16 март 1959    | БКП    |        |